# Шмиг (Сибињ)
Шмиг (рум. Șmig) насеље је у Румунији у округу Сибињ у општини Алма. Oпштина се налази на надморској висини од 334 m.

## Становништво
Према подацима из 2002. године у насељу је живело 959 становника.

### Попис2002.
| Расподела становништва по националности 2002.‍ | Расподела становништва по националности 2002.‍ | Расподела становништва по националности 2002.‍ | Расподела становништва по националности 2002.‍ | Расподела становништва по националности 2002.‍ |
| --------------------------------------------- | --------------------------------------------- | --------------------------------------------- | --------------------------------------------- | --------------------------------------------- |
|                                               |                                               |                                               |                                               |                                               |
| Румуни                                        | Румуни                                        |                                               | 730                                           | 76,3%                                         |
| Мађари                                        | Мађари                                        |                                               | 219                                           | 22,9%                                         |
| Немци                                         | Немци                                         |                                               | 8                                             | 0,8%                                          |